# If I Should Fall from Grace with God
If I Should Fall from Grace with God — третий студийный альбом англо-ирландской группы The Pogues, изданный в 1988 году.

## Об альбоме
Диск сочетает в себе музыкальный радикализм The Pogues и, в то же время, коммерческую привлекательность. В отличие от предыдущих альбомов, If I Should Fall from Grace with God не сосредоточен только на фолк-панке, на нём присутствуют эксперименты с джазом, испанской и ближневосточной народной музыкой. Эти эксперименты получат дальнейшее развитие, особенно на альбоме Hell’s Ditch, на If I Should Fall from Grace with God же на первом плане по-прежнему фолк. Состав музыкантов, участвовавших в записи, претерпел первые со времён ранних альбомов изменения: группу покинула басистка Кейт О’Риордан, её место занял Дэррил Хант, присоединился мультиинструменталист Терри Вудс. Впервые группой была использована полная ударная установка. Альбом был хорошо принят критикой, к примеру Марк Деминг из Allmusic назвал его «лучшим альбомом The Pogues из всех, когда-либо созданных».

## Список композиций
Оригинальная долгоиграющая пластинка
| №   | Название                                                                    | Автор(ы)             | Длительность |
| --- | --------------------------------------------------------------------------- | -------------------- | ------------ |
| 1.  | «If I Should Fall from Grace with God»                                      | МакГован             | 2:20         |
| 2.  | «Turkish Song of the Damned»                                                | МакГован, Джем Финер | 3:27         |
| 3.  | «Bottle of Smoke»                                                           | МакГован, Финер      | 2:47         |
| 4.  | «Fairytale of New York»                                                     | МакГован, Финер      | 4:36         |
| 5.  | «Metropolis»                                                                | Финер                | 2:50         |
| 6.  | «Thousands Are Sailing»                                                     | Фил Шеврон           | 5:28         |
| 7.  | «Fiesta»                                                                    | МакГован, Финер      | 4:13         |
| 8.  | «Medley: The Recruiting Sergeant/The Rocky Road to Dublin/The Galway Races» | Народные             | 4:03         |
| 9.  | «Streets of Sorrow/Birmingham Six»                                          | МакГован, Терри Вудс | 4:39         |
| 10. | «Lullaby of London»                                                         | МакГован             | 3:32         |
| 11. | «Sit Down by the Fire»                                                      | МакГован             | 4:10         |
| 12. | «The Broad Majestic Shannon»                                                | МакГован             | 2:55         |
| 13. | «Worms»                                                                     | Народная             | 1:01         |

В дисковое издание вошли также народная «South Australia» под номером 7 и «The Battle March Medley» Терри Вудса под номером 12, которых не было на пластинке из-за её ограниченности. В переиздании 2005 года были добавлены 4 песни
| №  | Название            | Автор(ы)                             | Длительность |
| -- | ------------------- | ------------------------------------ | ------------ |
| 1. | «The Irish Rover»   | Народная в обработке Джозефа Крофтса | 4:08         |
| 2. | «Mountain Dew»      | Народная                             | 2:20         |
| 3. | «Shanne Bradley»    | МакГован                             | 3:41         |
| 4. | «Sketches of Spain» | The Pogues                           | 2:15         |

## Участники записи
- Шейн МакГован — вокал, гитара
- Спайдер Стэйси — вистл, вокал
- Джеймс Фирнли — аккордеон, пианино, мандолина, дульцимер, гитара, виолончель, перкуссия
- Джем Финер — банджо, саксофон
- Эндрю Ранкен — барабаны, вокал
- Фил Шеврон — гитара, мандолина
- Дэррил Хант — бас-гитара, перкуссия, вокал
- Терри Вудс — концертина, банджо, дульцимер, гитара, вокал

Гости
- Рон Кавана — банджо, ложки, мандолина
- Шиван Шихан — арфа
- Брайан Кларк — альт-саксофон
- Джо Кэшмэн — тенор-саксофон
- Пол Тейлор — тромбон
- Крис Ли — труба
- Эли Томпсон — труба